# Jan Müller (geograf)
Jan Müller (29. listopadu 1951, Praha – 18. února 2024) byl český sociální geograf. 
V roce 1975 ukončil studia geografie na tehdejší Katedře ekonomické a regionální geografie Přírodovědecké fakulty UK v Praze magisterskou diplomovou prací Koncentrační prostory hlavních regionálních center v Čechách pod vedením Martina Hampla. V letech 1977-2001 pracoval v s. p. TERPLAN – Státním ústavu pro územní plánování, od roku 2001 byl zaměstnán v ÚRS PRAHA, a.s. (což je od roku 1992 nástupnická organizace Ústavu racionalizace ve stavebnictví), v úseku regionálního rozvoje a bydlení. Specializoval se na rozmístění a vývoj obyvatelstva, strukturu osídlení, regionalizaci, problematiku městského a venkovského obyvatelstva, střediskovosti obcí, prognózy vývoje rozmístění obyvatelstva, výhledové počty měst, vymezování městských aglomerací a venkova, zejména periferních území. Od roku 2005 spolupracoval s Jiřím Musilem z Centra pro sociální a ekonomické strategie (CESES) FSV UK Praha při studiu periferních území.
Je jedním z autorů a také byl správcem datového obsahu Územně identifikačního registru základních sídelních jednotek (ÚIR-ZSJ) (v letech 1992-2004 pro Ministerstvo hospodářství, později pro Ministerstvo pro místní rozvoj, od roku 2004 dodnes pro Český statistický úřad) a od roku 1996 byl správcem datového obsahu číselníku základních sídelních jednotek (ZSJ), a číselníku částí obcí. Byl zodpovědným pracovníkem revize ZSJ v rámci územní přípravy Sčítání lidu, bytů a domů 1999-2001 a spolupracoval na územní přípravě SLDB 2011.
Byl externím členem komise jak pro bakalářské, tak pro magisterské zkoušky v oboru Sociální geografie na Přírodovědecké fakulty UK v Praze., členem České geografické společnosti, České demografické společnosti (člen Hlavního výboru ČDS) a od roku 2002 též členem České asociace pro geoinformace (CAGI)., Dr. Müller byl od roku 2022 čestným členem České geografické společnosti.

## Výběr z bibliografie
- Koncentrační prostory hlavních regionálních center v Čechách, KERG PřF UK, Praha, 1975
- Vybrané podklady k územně správnímu členění České republiky, Terplan, Praha, 1993
- Regionalizace České republiky z hlediska dlouhodobých migračních tendencí, Terplan, Praha, 1994
- Vymezení spádových obvodů středisek osídlení (mikroregiony): pro potřeby regionální politiky a politiky zaměstnanosti: zpracováno na základě regionalizace České republiky podle pohybu za prací (1994), Terplan, Praha, 1994

### Spoluautor
- Vnitřní periferie České republiky, sociální soudržnost a sociální vyloučení, CESES FSV UK, Praha, 2006  Archivováno 6. 4. 2012 na Wayback Machine.
- Historický lexikon obcí České republiky 1869-2005, Český statistický úřad, Praha, 2006  Archivováno 15. 12. 2021 na Wayback Machine.,  Archivováno 8. 11. 2020 na Wayback Machine.
- Zásady územního rozvoje Jihomoravského kraje, Atelier T-plan, 2008 [nedostupný zdroj]
- Zásady územního rozvoje Moravskoslezského kraje, Atelier T-plan, 2010
- Regionální politika, územní disparity a dopady hospodářské krize v České republice, ÚRS Praha, Praha, 2011

### Články
- Regionální organizace dlouhodobých migračních procesů v České republice, Geografie: sborník České geografické společnosti, 1995
- Jsou obce příliš malé?, Obec a finance, 1998
- Jsou obce v České republice příliš malé?, Geografie: sborník České geografické společnosti, 1998
- Územní hlediska při sčítání Lidu, domů a bytů 2001, Urbanismus a územní rozvoj, 1999
- Územní vývoj hlavního města Prahy od roku 1784, Demografie, 2003
- Vnitřní periferie v České republice jako mechanismus sociální exkluze, Sociologický časopis, 2008
- Současné tendence vývoje obyvatelstva metropolitních areálů v Česku: dochází k významnému obratu? Geografie: sborník České geografické společnosti, 2009
- Změny a trendy v rozmístění obyvatelstva, Obec a finance, 2009
- Demografické změny a jejich územní souvislosti, posilování či oslabování měst, suburbánní rozvoj a jeho diferencovaná dynamika, Urbanismus a územní rozvoj, 2010
- Prognóza vývoje obyvatelstva Plzeňského kraje do roku 2030, Obec a finance, 2010
- Vývoj regionální distribuce obyvatelstva v Česku v letech 1869-2009, Demografie, 2010
- Regionální disparity ve vývoji nezaměstnanosti v období hospodářské krize, Regionální disparity, 2010  Archivováno 5. 3. 2016 na Wayback Machine.

### Školitel
- Využití osobního počítače při modelování vývoje obyvatelstva, domácností a bytů, Blanka Fischerová, Katedra demografie a geodemografie PřF UK, Praha, 1989